# 奧科維爾鎮區 (伊利諾伊州華盛頓縣)
奧科維爾鎮區（英語：Okawville Township）是位於美國伊利諾伊州華盛頓縣的一個行政鎮區。

## 地方資料
根據2010年美國人口普查的數據，奧科維爾鎮區的面積為94.10平方千米，當中陸地面積為93.90平方千米，而水域面積為0.20平方千米。當地共有人口1924人，而人口密度為每平方千米20.45人。